# Therése Sjölander
Eva Therése Sjölander, född 4 maj 1981 i Sollefteå, är en svensk ishockeyspelare.
Sjölander har deltagit i Olympiska vinterspelen 1998 i Nagano,  OS 2002 i Salt Lake City samt OS 2006 i Turin.

## Klubbar
- MoDo Hockey